# Belciades staudingeri
Belciades staudingeri là một loài bướm đêm trong họ Noctuidae.